# Dolno Tsrnilichté
Dolno Tsrnilichté (en macédonien Долно Црнилиште) est un village du centre de la Macédoine du Nord, situé dans la municipalité de Sveti Nikolé. Le village comptait 114 habitants en 2002.

## Démographie
Lors du recensement de 2002, le village comptait :
- Macédoniens : 114